# Кальеха, Исасио
Исасио Кальеха Гарсия (исп. Isacio Calleja García; 6 декабря 1936, Валье-де-Серрато — 4 февраля 2019) — испанский футболист, защитник. Чемпион Европы 1964 года.

## Карьера
В начале своей карьеры в «Атлетико Мадрид» Кальеха на правах аренды перешёл в «Гвадалахару», которая играла в третьем дивизионе. Он дебютировал в Ла Лиге 4 января 1959 года в матче против «Реала» из Овьедо. В свой первый сезон сыграл всего 9 игр.
Кальеха стал важным членом команды и помог ей выигрывать «Копа Дель Рей» с 1959 по 1961 год. В сезоне 1961/1962 «Атлетико» выиграл Кубок Кубков, а Кальеха принял участие в 9 матчах.
19 апреля 1970 года Кальеха забил единственный гол в сезоне «Сабаделю». Ушёл из футбола в июле 1972 года, выиграв свой четвёртый Кубок Испании в возрасте 35 лет.
Кальеха играл за сборную более десяти лет. Он дебютировал 19 апреля 1961 года в матче против Уэльса.
Кальеха помог сборной выиграть Чемпионат Европы в 1964 году, сыграв в 4 играх группового этапа и в финале. Всего за сборную сыграл 13 матчей.

## Достижения
- Чемпионат Испании: 1965/1966, 1969/1970
- Кубок Испании: 1959/1960, 1960/1961, 1964/1965, 1971/1972
- Кубок обладателей кубков: Второе место: 1970/1971
- Чемпионат Европы: 1964

## После выхода на пенсию
После завершения карьеры Кальеха работал адвокатом.